# Gruiz Anikó
Gruiz Anikó (Cegléd, 1954. április 3. –) magyar színésznő.

## Életpályája
A ceglédi Kossuth Lajos Gimnáziumban érettségizett 1972-ben. Diplomáját Tanítóképző Főiskolán szerezte 1981-ben. 1973-tól az Állami Déryné Színház, 1978-tól a Népszínház társulatának színésznője volt. 1981-től a Miskolci Nemzeti Színház tagja volt. 1986-tól szabadafoglalkozásű színművésznő, vendégként játszott többek között a Játékszínben, a Radnóti Miklós Színházban, a Spinoza Színházban és a Ruttkai Éva Színházban is. Szinkronizálással is foglalkozik. A szabadfoglakozású színészek szakszervezeti csoportjának szociálpolitikai titkára. Gyermek-színjátszó csoportot alapított 1986-ban. A zsámbéki katolikus Tanítóképző Főiskolán drámapedagógiát és szinkronizálást tanított.

## Fontosabb színházi szerepei
- Niccolò Machiavelli: Mandragóra... bohóc
- Gotthold Ephraim Lessing: Bölcs Náthán... Daja
- Friedrich Schiller: Ármány és szerelem... Millerné
- Harriet Beecher Stowe: Tamás bátya kunyhója... Peggy
- Bertolt Brecht – Kurt Weill: Koldusopera... Lucy
- Friedrich Dürrenmatt: A nagy Romulus... Romina
- Alan Alexander Milne – Karinthy Frigyes: Micimackó... Zsebibaba
- Emil Braginszkij – Eldar Rjazanov: Ma éjjel megnősülök!... Vali
- Molnár Ferenc: Liliom... Julika
- Molnár Ferenc: Úri divat... alapos hölgy
- Tersánszky Józsi Jenő: Szidike kisasszony... kis szolgáló
- Szomory Dezső: Szabóky Zsigmond Rafael... Irmus
- Kardos G. György: Villon és a többiek... Janine d'Avenue
- Gyurkó László: Don Quijote... lantos
- Horváth Péter: A farkas szempillái... kismajom; macskalány; öreganyó
- Turián György: A varázspálca... Rabló Rita
- Sármándi Pál: Peti, vigyázz!... Peti
- Tóth Miklós: Jegygyűrű a mellényzsebben... Zotyi
- Padisák Mihály: Engedetlen szeretők... Kisinas
- Nógrádi Gábor: Segítség, ember!... macska
- Jeles András: Színház a színházban... Cselédlány
- Esther Vilar: Amerikai Johanna I.és II. rész... szereplő
- Kálmán Imre: A montmartre-i ibolya... Diener

## Filmek, tv
- Jó estét Wallenberg úr! (1990)
- Kisváros (sorozat)

- Égi vendég című rész (1993) ... ápolónő
- Szomszédok (sorozat)

- 143. rész (1992) ... eladónő
- 155. rész (1993) ... vendég a fodrászat-kozmetikában
- 262. rész (1997) ... hajléktalan asszony
- Az öt zsaru (sorozat)

- Gyerekcsínyek című rész (1999) ... diszpécsernő
- Chacho Rom - Az igazi cigány (2002)
- Sorstalanság (2005)... Idegen asszony
- Robin Hood (sorozat)

- The Angel of Death (2007) ... Az öregember felesége

## Rendezései
- Alan Alexander Milne – Karinthy Frigyes: Micimackó
- Csukás István: Ágacska